# Plutarco Cala
Plutarco Cala Cala, född 1938 i Palmar, Santander, Colombia, är en colombiansk-svensk iktyolog, professor emeritus vid Universidad Nacional de Colombia. Han disputerade vid Lunds universitet 1975 med en avhandling om idens ekologi i Kävlingeån i Skåne. Han var sedan verksam vid Universidad Nacional de Colombia, Bogotá D. C., Colombia till pensioneringen 1997, men har varit bosatt både i Sverige och Colombia. Plutarco Cala är medlem av Academia Colombiana de Ciencias Exactas, Físicas y Naturales. Han grundade och var president 1991-2001 i Asociación Colombiana de Ictiología. Hans forskning handlar huvudsakligen om fiskekologi, men inbegriper även taxonomi, biogeografi, fysiologi och fiskeri.  

## Skrifter
Cala-Cala, P. 2019, Medio ambiente y diversidad de los peces de agua dulce de Colombia, Academia Colombiana de Ciencias Exactas, Físicas y Naturales. Bogotá, 525 ss.

## Eponymer
Trichomycterus calai Ardila Rodríguez, 2019
Creagrutus calai Vari & Harold, 2001